# Studzianki-Kolonia (województwo lubelskie)
Studzianki-Kolonia – kolonia w Polsce położona w województwie lubelskim, w powiecie kraśnickim, w gminie Zakrzówek.
| SIMC    | Nazwa  | Rodzaj    |
| ------- | ------ | --------- |
| 0394298 | Tartak | część wsi |

W latach 1975–1998 miejscowość administracyjnie należała do ówczesnego województwa lubelskiego.
Miejscowość stanowi sołectwo gminy Zakrzówek. Według Narodowego Spisu Powszechnego (III 2011 r.) wieś liczyła 270 mieszkańców.